# XLAW Heavyweight Championship
El XLAW Heavyweight Championship es un campeonato de lucha libre profesional dentro de la promoción Xtreme Latin American Wrestling.Fue incorporado en el mes de octubre del año 2003 siendo Rey Misterio Sr. el primer campeón.

## Campeón actual
El actual campeón es L.A. Park, quien está en su segundo reinado. L.A. Park ganó el campeonato tras derrotar al ex-campeón Nicho el Millonario el 8 de octubre del 2004 en el Auditorio de Tijuana de Tijuana, Baja California.

## Lista de campeones
| Luchador:           | Reinado N°: | Días | Derrotó a:          | Fecha:                   | Lugar:                                          |  |
| ------------------- | ----------- | ---- | ------------------- | ------------------------ | ----------------------------------------------- |  |
| Rey Misterio Sr.    | 1           | 174  | Dr. Wagner, Jr.     | 17 de octubre de 2003    | Auditorio de Tijuana - Tijuana, Baja California |  |
| L.A. Park           | 1           | 198  | Rey Misterio Sr.    | 9 de abril de 2004       | Auditorio de Tijuana - Tijuana, Baja California |  |
| Nicho el Millonario | 1           | 14   | L.A. Park           | 24 de septiembre de 2004 | Auditorio de Tijuana - Tijuana, Baja California |  |
| L.A. Park           | 2           | 7470 | Nicho el Millonario | 8 de octubre de 2004     | Auditorio de Tijuana - Tijuana, Baja California |  |